# تروی دامیس
تروی دامیس (به انگلیسی: Troy Dumais) (زادهٔ ۲۱ ژانویهٔ ۱۹۸۰) شناگر اهل ایالات متحده آمریکا است.